# Dubiszno
Dubiszno (ros. Дубишно) – wieś (ros. деревня, trb. dieriewnia) w zachodniej Rosji, centrum administracyjne wołostu Szełonskaja (osiedle wiejskie) rejonu diedowiczskiego w obwodzie pskowskim.

## Geografia
Miejscowość położona jest nad rzeką Dubieczeniok, 5 km od centrum administracyjnego rejonu (Diedowiczi), 100 km od stolicy obwodu (Psków).
W granicach miejscowości znajdują się ulice: Centralnaja, Nowaja, Mołodiożnaja, Parkowaja, Sadowaja, Żeleznodorożnaja.

## Demografia
W 2010 r. miejscowość zamieszkiwało 370 osób.